# عقيدة المسلم (كتاب)
عقيدة المسلم  هو كتاب للشيخ محمد الغزالي.يقع الكتاب في تسعة فصول من 240 صفحة.
يناقش الكتاب عقيدة المسلم بطريقة منطقية مع ذكر للأحاديث والآيات القرآنية محاولا بذلك أن يداعب العقل والعاطفة كما قال الكاتب في مقدمة الكتاب: «وقد حاولت في أثناء الكتابة عن عقيدة المسلم أن أرطب جفاف التفكير العقلي برشحات من المشاعر الحية، ولم أتكلف لذلك إلا أن أجعل نصوص الكتاب والسنة نصب عيني.»
ويذكر الكاتب أيضا: «هذه بحوث في العقيدة دفعتني إلى كتابتها قلة الرسائل التي تعنى بهذا اللون من علوم الدين، وتعرضه في أسلوب يتفق مع حاجات المسلمين المعاصرين».
الكتاب يجيب عن الكثير من الأسئلة التي قد تطرأ على تفكير المسلم مبعدا القارئ عن الخلافات في هذا المجال.

## فصول الكتاب
- الحقيقة الأولى.
- الوحدة المطلقة.
- الكمال الأعلى.
- القضاء والقدر.
- العمل أساس الإيمان.
- الخطيئة والمتاب.
- خلافات لامبرر لها.
- الأنبياء.
- الخلود.